# Challenger-touren
Challenger-touren (ATP Challenger Tour) är en serie av tennisturneringar för professionella manliga tennisspelare som spelas under hela året. 
Challenger-touren är den näst högsta serien i herrtennis efter ATP-touren följd av ITF Men's Circuit och administreras av Association of Tennis Professionals (ATP). 
Turneringarna är uppdelade i olika kategorier där Challenger 175 är den högsta följd av Challenger 125, Challenger 100, Challenger 100, Challenger 75 och Challenger 50. Siffrorna i kategorinamnet anger hur många rankingpoäng spelaren får för en seger i en tävling i den aktuella  tävlingskategorin.
Turneringarna spelas på alla kontinenter och typer av underlag och spelarna får både prispengar och rankingpoäng. Under 2023 bestod 
Challenger-touren av 195 turneringar.